# North American T-28 Trojan
North American T-28 Trojan bylo cvičné letadlo poháněné pístovým motorem používané americkým letectvem (USAF) a americkým námořnictvem (US Navy) od počátku 50. let 20. století. Navzdory tomu, že se jednalo o cvičný letoun, byl letoun úspěšně využíván i při protipartyzánských akcích, a to hlavně ve válce ve Vietnamu.

## Vývoj a popis
24. září 1949 poprvé vzlétl prototyp označený XT-28 (firemní označení NA-159), který měl nahradit cvičné letouny T-6 Texan. Zkoušky dopadly úspěšně, a proto bylo v letech 1950 až 1957 vyrobeno celkem 1 948 kusů těchto letounů.
Určitý počet letounů byl, po svém vyřazení ze služby v ozbrojených silách USA, přestavěn společností Hamilton Aircraft na dvě verze nazývané Nomair. První repasované stroje, označené T-28R-1, se podobaly standardnímu letounu T-28 a byly dodány Brazilskému námořnictvu. Později byl vytvořen mnohem více přestavěný model T-28R-2, který měl 5 míst místo původních dvou a mohl být použit k nejrůznějším účelům. Další civilní přestavby bývalých armádních strojů T-28 prováděla společnost PacAero pod označením Nomad Mark I a Nomad Mark II

## Operační historie

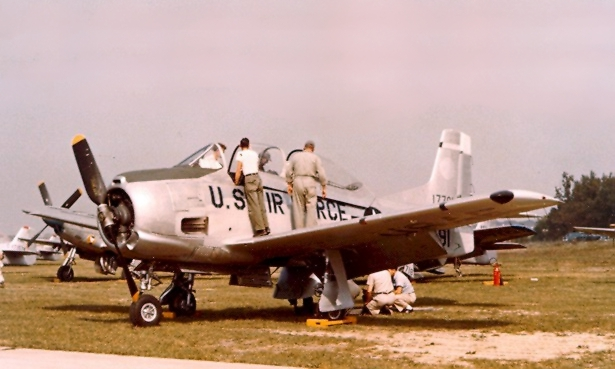
Letoun T-28A národní gardy státu Západní Virginie v roce 1957

Poté, co se letoun stal cvičným strojem pro primární výcvik u amerického letectva, byl letoun přijat i u amerického námořnictva a námořní pěchoty. Ačkoliv letectvo vyřadilo letoun z primárního výcviku pilotů již na počátku 60. let 20. století, letoun byl i nadále omezeně používán pro trénink posádek speciálních operací a pro základní výcvik pilotů cizích armád. V námořnictvu (a u námořní pěchoty a pobřežní stráže) byl letoun používán až do počátku 80. let 20. století.
Mnoho letounů T-28 bylo následně prodáno civilním majitelům, kde pro své rozumné provozní náklady vystupuje na mnoha leteckých dnech dodnes.

### Válka ve Vietnamu

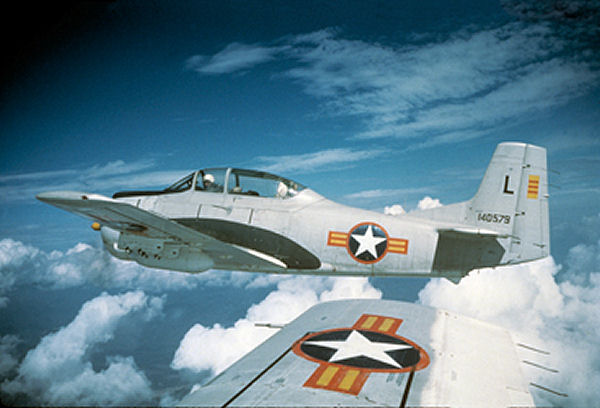
Jihovietnamské letouny T-28D.

V roce 1963 poručík Chert Saibory thajské národnosti dezertoval s laoským letounem T-28 do Severního Vietnamu. Saibory byl okamžitě uvězněn a jeho letoun zajištěn. Během šesti měsíců byl letoun opraven a zařazen do severovietnamského letectva jako první stíhací letoun.
Letouny T-28 byly dodávány i letectvu Jižního Vietnamu, kde podporovaly pozemní operace jihovietnamské armády. Zde získaly rozsáhlé uplatnění, stejně tak sloužily i u laoského letectva během operací v Laosu. Letoun T-28 byl prvním americkým bojovým letounem, který byl ztracen nad Jižním Vietnamem během války ve Vietnamu. Kapitán USAF Robert L. Simpson a poručík jihovietnamského letectva Hoa byli sestřeleni 28. srpna 1962 pozemní palbou během provádění blízké letecké podpory. Ani jeden člen posádky nepřežil. USAF ztratilo ve Vietnamu 23 letounů T-28, přičemž poslední dvě ztráty byly zaznamenány v roce 1968.

### Další použití
Letoun T-28 byl rovněž používán americkou CIA v bývalém Belgickém Kongu během 60. let 20. století. Francie používala upravené letouny T-28 pro blízkou podporu pozemních jednotek v Alžírsku.

## Varianty

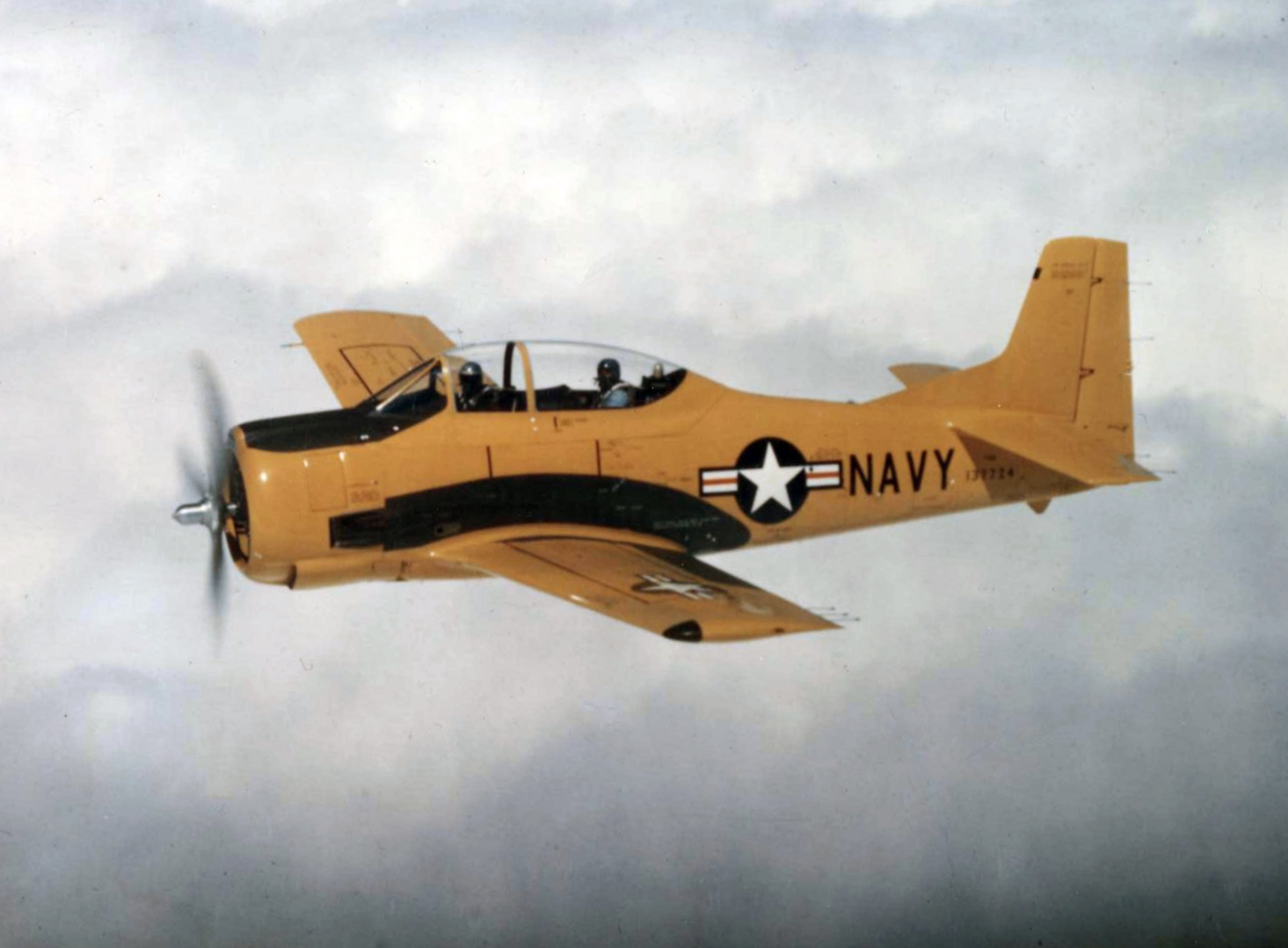
Jeden z prvních letounů T-28 US Navy v roce 1954.

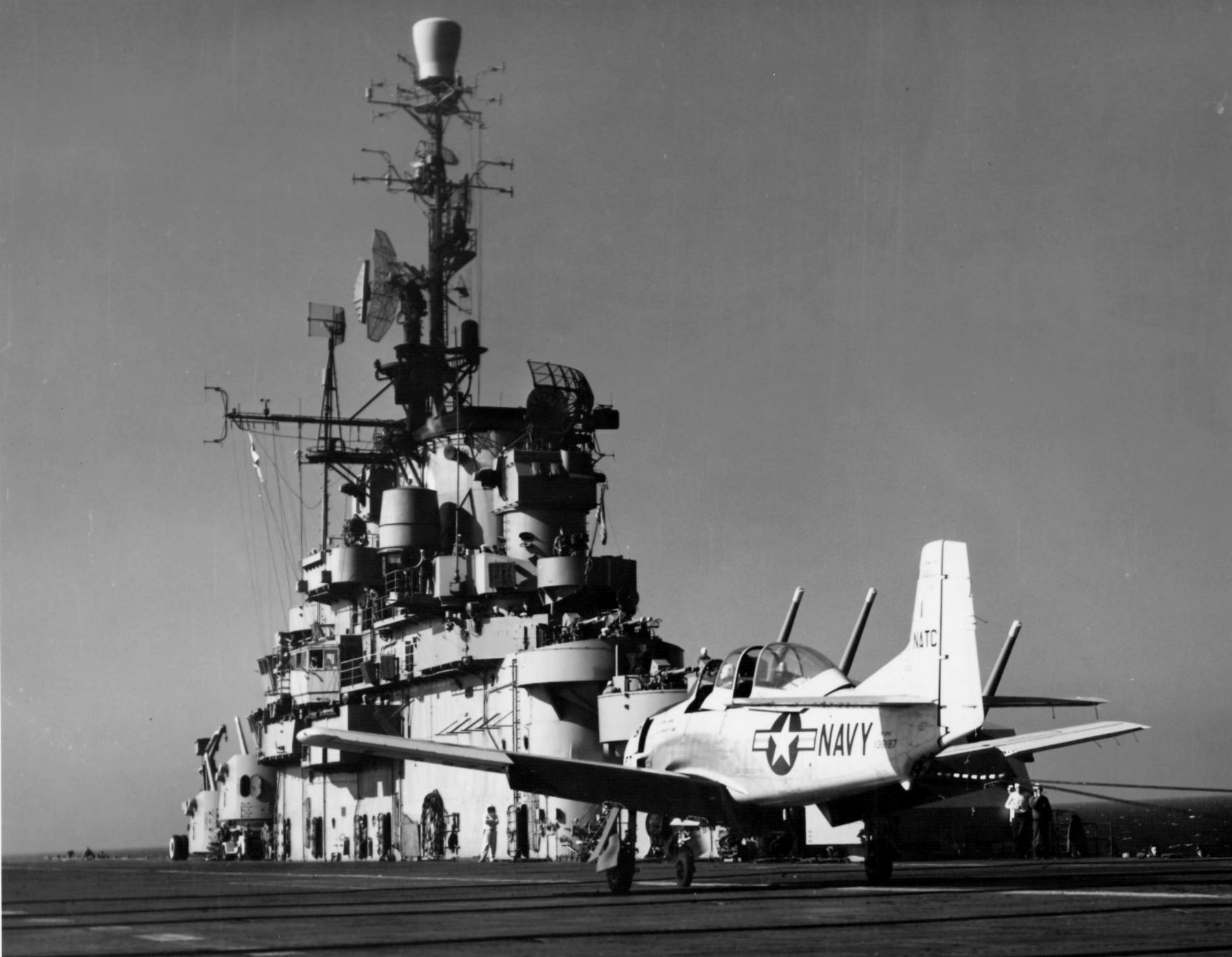
Letoun T-28C po přistání na palubě letadlové lodi USS Tarawa (CVA-40) v roce 1955.

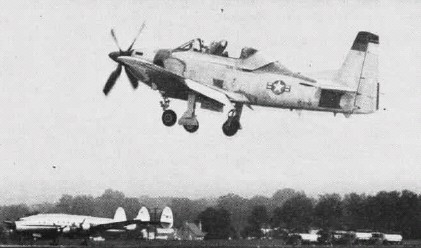
Turbovrtulovým motorem poháněný letoun YAT-28E v roce 1964.

XT-28
Prototypy – postaveny dva stroje.
T-28A
Verze pro americké letectvo (USAF) s hvězdicovým motorem Wright R-1300-7 o výkonu 800 koní (597 kW). Postaveno 1 194 letounů.
T-28B
Verze pro americké námořnictvo (US Navy) s hvězdicovým motorem Wright R-1820-9 o výkonu 1 425 koní (1 063 kW) a třílistou vrtulí. Postaveno 489 letounů.
T-28C
Verze US Navy. Jedná se o letoun T-28B se zkrácenými listy vrtule a přistávacím hákem pro výcvik přistání na letadlové lodi. Postaveno 266 letounů.
T-28D Nomad
Letouny T-28A upravené pro podporu operací proti povstalcům. Letouny dostaly stejné motory jako verze T-28B a C a šest závěsníků pod křídla. Přestavěno bylo 393 letounů – 321 společností North American Aviation a 72 společností Fairchild Hiller.
AT-28D 
Letouny T-28D používané v USAF k výcviku leteckých útoků.
YAT-28E
Dva prototypy vybavené turbovrtulovými motory YT55L-9. Projekt dále nepokračoval.
Fennec
Bývalé letouny USAF T-28A repasované a opravené společností Sud-Aviation ve Francii.
T-28R-1 Nomair
Bývalé letouny USAF T-28 repasované pro brazilské námořnictvo.
T-28R-2 Nomair
Bývalé letouny USAF T-28 repasované pro všeobecné použití.
Nomad Mark I
Bývalé letouny USAF T-28A repasované společností PacAero s motory Wright R-1820-56S pro civilní použití.
Nomad Mark II
Bývalé letouny USAF T-28A repasované společností PacAero s motory Wright R-1820-76A pro civilní použití.

## Vystavené letouny
Mnoho letounů T-28 je vystaveno po celém světě. Kromě toho značný počet letuschopných strojů vlastní soukromí majitelé a tyto letouny jsou populární na různých leteckých dnech.

## Specifikace (T-28B)
Technické údaje pocházejí z webu „flugzeuginfo.net“.

### Technické údaje
- Posádka: 2
- Rozpětí: 12,22 m
- Délka: 10,06 m
- Výška: 3,86 m
- Nosná plocha: 24,9 m²
- Plošné zatížení: 155 kg/m²
- Prázdná hmotnost: 2 914 kg
- Max. vzletová hmotnost : 3 856 kg
- Pohonná jednotka: 1× hvězdicový motor Wright R-1820-86 Cyclone
- Výkon pohonné jednotky: 1 425 k (1 063 kW)

### Výkony
- Cestovní rychlost: 370 km/h (200 uzlů, 230 mph) ve výšce ? m
- Maximální rychlost: 552 km/h (298 uzlů, 343 mph) ve výšce ? m
- Dolet: 1 706 km
- Dostup: 10 820 m (35 500 stop)
- Stoupavost: ? m/s (? m/min)

### Výzbroj
- 2× nebo 6× závěs pod křídly, na kterých bylo možno nést:
  - klasické bomby, zápalné pumy (napalm) nebo rakety
  - kulomety Browning ráže 7,62 mm (cvičná verze), 12,7 mm Browning (verze D) nebo dvojice kulometů 12,7 mm a 20mm kanónů (Fennec)

## Uživatelé
Argentina

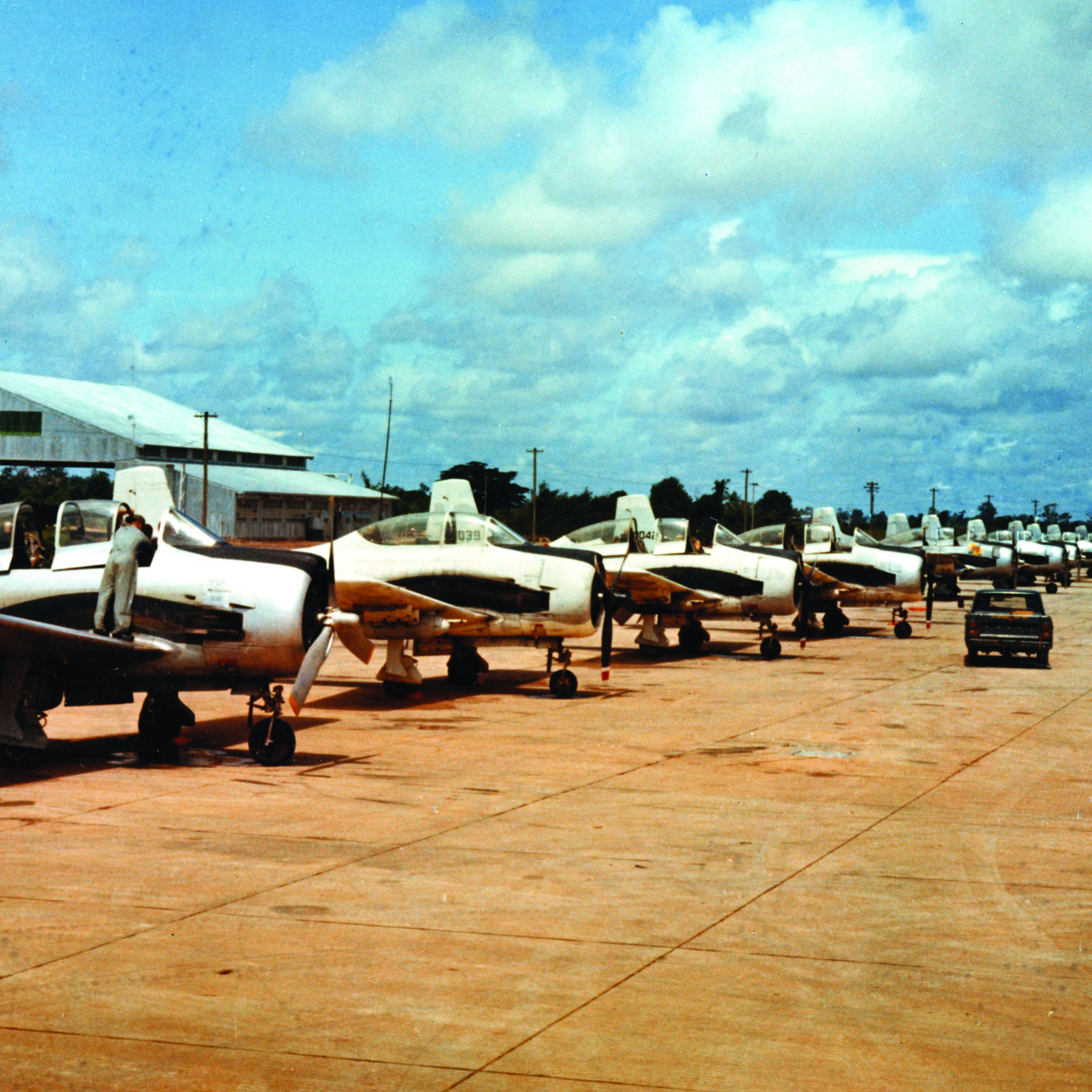
T-28D používaný při operacích v Laosu.

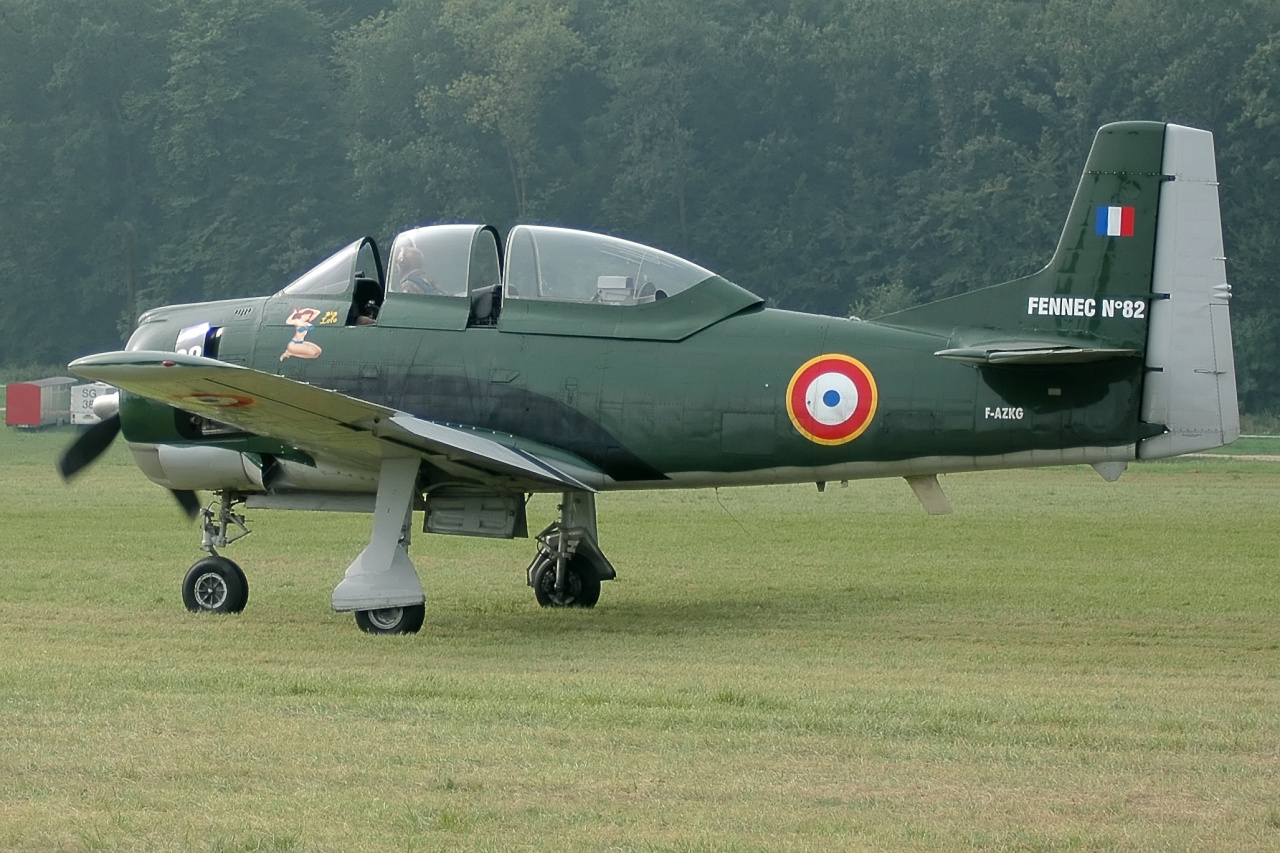
Bývalý francouzský letoun T-28 Fennec.

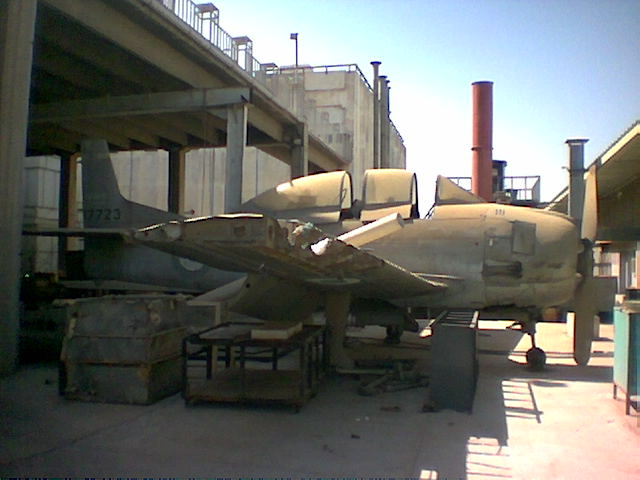
Zbytky jednoho ze čtyř letounů T-28A dodaných Saúdské Arábii v 50. letech 20. století.

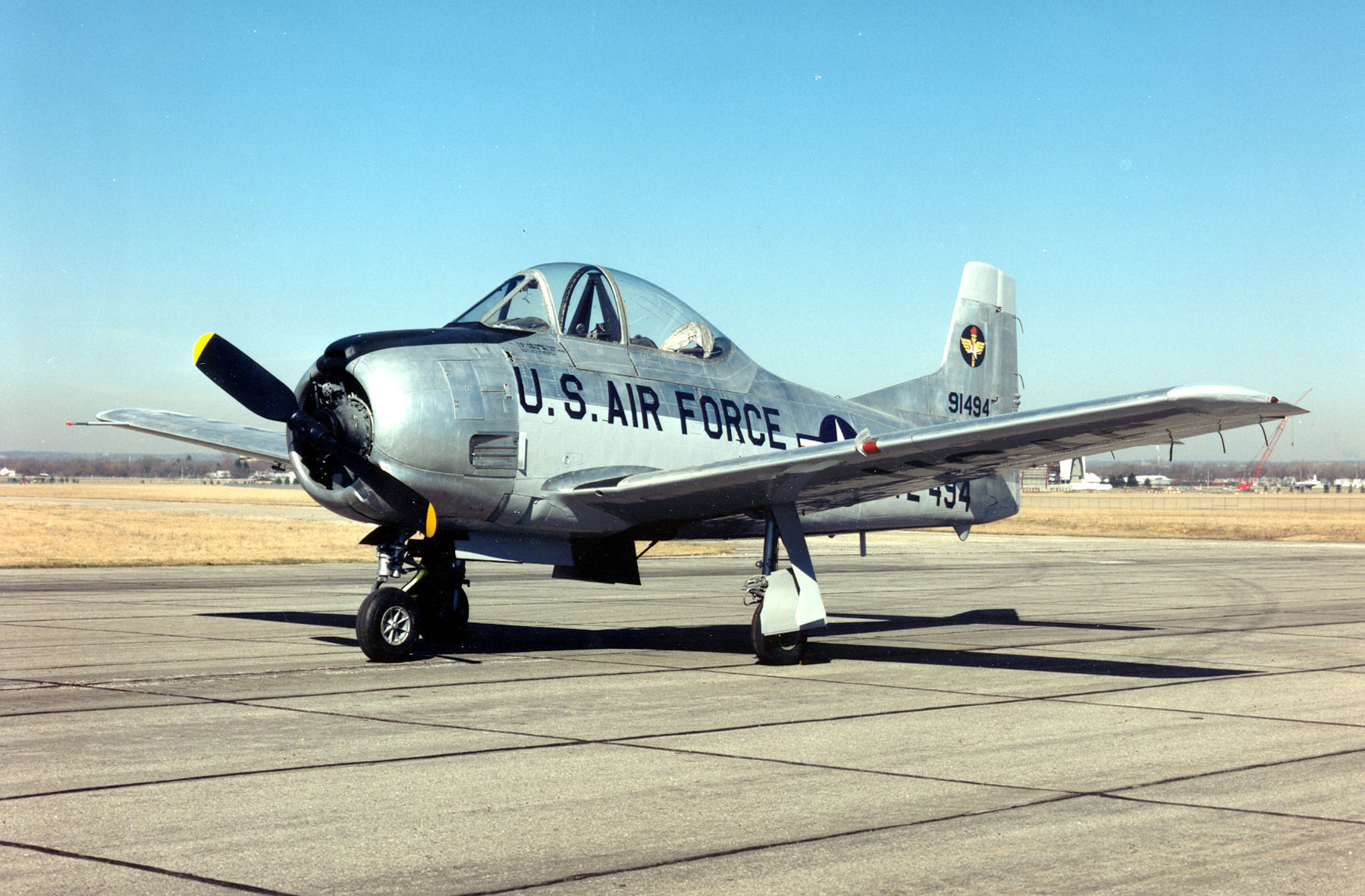
Letoun T-28A v Národním muzeu USAF.

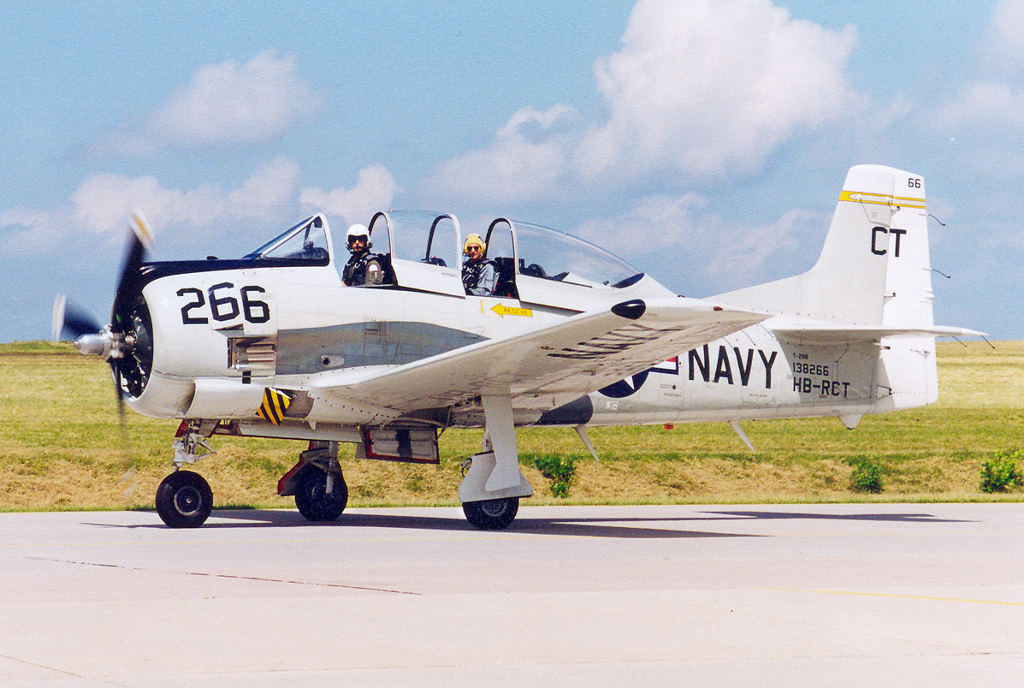
Letoun T-28B č. 138266 v roce 2008.

- Argentinské letectvo – 34 letounů T-28A[8][9]
- Argentinské námořní letectvo.[9] 65 letounů Fennec původně sloužících u francouzského letectva.[10][11] Posledních devět bylo v roce 1980 předáno uruguayskému námořnímu letectvu.

 Bolívie
- Bolivijské letectvo – nejméně 6 letounů T-28D.[9][10][12]

 Brazílie
- Brazilské námořnictvo – 18 letounů T-28C.[9]

 Kambodža
- Kambodžské letectvo – používalo celkem 47 letounů T-28.[9][10][11]

 Kongo
- Konžské letectvo[10]

 Kuba
- Kubánské letectvo – 10 letounů.[13][14]

 Dominikánská republika
- Dominikánské letectvo[10][11][15]

 Ekvádor
- Ekvádorské letectvo – 9 letounů T-28A[9][16]

 Etiopie
- Etiopijské letectvo – 12 letounů T-28A a 12 letounů T-28D.[9][10][11][17]

 Francie
- Francouzské letectvo – letouny T-28A Fennec[11]

 Haiti
- Haitské letectvo – 12 původně francouzských letounů.[9]

 Honduras
- Honduraské letectvo – 8 původně marockých letounů Fennec.[10][11][18]

 Japonsko
- Japonské vzdušné síly sebeobrany[19]

 Laos
- Laoské královské letectvo – 55 letounů T-28D.[9][10][11][20]

 Mexiko
- Mexické letectvo – 32 letounů T-28A[9][11][21]

 Maroko
- Marocké královské letectvo – 25 letounů Fennec.[9][10][11][18]

 Nikaragua
- Nikaragujské letectvo – 6 letounů T-28D.[9][11]

 Filipíny
- Filipínské letectvo – 12 letounů T-28A.[9][10][11][22]

 Jižní Korea
- Letectvo Korejské republiky[9][11][23]

 Saúdská Arábie
- Saúdské královské letectvo

 Jižní Vietnam
- Jihovietnamské letectvo[11]

 Tunisko
- Tuniské letectvo – letouny Fennec[9]

 Čínská republika
- Letectvo Čínské republiky[9][11]

 Thajsko
- Thajské královské letectvo – obdrželo 88 letounů T-28D.[9][10][11][24]

 Spojené státy americké
- Armáda USA (United States Army)[25]
- Letectvo Spojených států amerických (USAF) – 1 194 letounu T-28A, ze kterých bylo 360 přestavěno na verzi D.[9]
- Námořnictvo USA (US Navy) – 489 letounů T-28B a 299 letounů T-28C.[9]

 Uruguay
- Uruguayské letectvo – letouny Fennec.[11][26]

 Vietnam
- Letectvo Vietnamské lidové osvobozenecké armády[3]

 Zair
- Zairské letectvo – 16 letounů T-28D.[9][11][27]